# La Maison chantante
Pour plus de détails, voir Fiche technique et Distribution.
La Maison chantante (titre original : Das singende Haus) est un film autrichien réalisé par Franz Antel sorti en 1948.

## Synopsis
Melanie Cattori, chanteuse formée à l'opéra et fille d'un professeur de musique, tombe amoureuse de Freddy, le batteur d'un groupe de jazz qui vit dans la même maison. Malheureusement, le père de Melanie rejette strictement la musique jazz. Freddy essaie donc de persuader un directeur de théâtre d'engager le groupe de jazz pour une revue. Les musiciens de jazz sont soutenus par le marchand généraliste Franz Huber, dont la fille Gretl est danseuse. Mais ce n'est que lorsque le directeur oblige le metteur en scène à écouter le groupe après une panne de voiture causée artificiellement et que d'autres difficultés sont surmontées, le spectacle peut avoir lieu. Même le père Cattori autorise sa fille Melanie à participer. Le spectacle est un succès et trois couples se retrouvent.

## Fiche technique
- Titre : La Maison chantante
- Titre original : Das singende Haus
- Réalisation : Franz Antel assisté de Lacy von Ronay
- Scénario : Franz Antel, Kurt Nachmann, Aldo von Pinelli (de)
- Musique : Peter Kreuder
- Direction artistique : Julius von Borsody
- Costumes : Helga Tramberger
- Photographie : Oskar Schnirch (de), Helmuth Ashley
- Son : Alfred Norkus (de)
- Montage : Arnfried Heyne
- Production : Alexander et Julius Sheberko
- Sociétés de production : Kollektiv Film
- Société de distribution : Sovexport-Film GmbH
- Pays d'origine :  Autriche
- Langue : allemand
- Format : Noir et blanc - 1,37:1 - Mono - 35 mm
- Genre : Musical
- Durée : 100 minutes
- Dates de sortie :
  -  Autriche : 23 janvier 1948.
  -  Allemagne de l'Est : 18 février 1949.
  -  France : 23 octobre 1953 (Distribué en province : Nord, Est)[1].

## Distribution
- Richard Romanowsky : Professeur Cattori
- Hannelore Schroth : Melanie, sa fille
- Hans Moser : Franz Huber, le boutiquier
- Herta Mayen : Gretl, sa fille
- Walter Müller : Freddy
- Curd Jürgens : Hans Storch, le leader du groupe
- Paul Kemp (de) : Karli Weidner
- Teddy Kern (de) : Stepanek
- Peter Wehle (de) : Peter
- Karl Skraup (de) : Attila Meisel
- Dorothea Neff : Frl. Streusand
- Theodor Danegger (de) : Hofer, le directeur
- Susi Nicoletti : Fritzi, sa secrétaire

## Production
Après que Franz Antel, Aldo von Pinelli et Kurt Nachmann ont esquissé l'idée de La Maison chantante dans leur club d'artistes, ils rencontrent les frères polonais Sheberko, qui disposent de suffisamment d'argent et d'un permis de tournage soviétique pour les studios Rosenhügel. Pour réaliser le projet, la société de production Kollektiv-Film est fondée. Puis Nachmann écrit le script proprement dit.
Le film est tourné dans les studios Rosenhügel à Vienne et dans les environs. En raison des lacunes de l'après-guerre, il y a beaucoup d'improvisation pendant le tournage. Par exemple, le chef décorateur Julius von Borsody utilise des rouleaux de papier hygiénique suspendus au plafond, qui sont intelligemment illuminés pour créer un aspect miroir de rideaux de velours. Le réseau électrique étant trop chargé pendant la journée, on ne peut tourner que la nuit.Grâce à Elite-Filmverleih à Zurich, Antel trouve une société de distribution qui est une condition pour que le film soit présenté au Festival international du film de Locarno en 1947 avec la participation des principaux acteurs. Il est le premier film autrichien présenté à ce festival depuis la fin de la Seconde Guerre mondiale.

## Source de la traduction
- (de) Cet article est partiellement ou en totalité issu de l’article de Wikipédia en allemand intitulé « Das singende Haus » (voir la liste des auteurs).